# Torre de Vasconcelos
As ruínas da Torre de Vasconcellos, popularmente referida como Casa dos Mouros, e sua honra localizam-se na freguesia de Ferreiros, Prozelo e Besteiros, município de Amares, distrito de Braga, em Portugal.
Edificada num esporão de terreno sobranceiro à ribeira de Bárrio, perto do lugar de Vasconcelos, as ruínas atualmente existentes, constituem os vestígios de um dos raros paços de origem românica no país.
Aqui viveu o poeta português do século XVI Sá de Miranda.[carece de fontes?]
No princípio do século XIX surge como seu proprietário Luís Machado de Mendonça Eça Castro e Vasconcelos, moço-fidalgo da Casa Real, com descendência nos condes da Figueira.
Encontra-se classificada como Imóvel de Interesse Público pelo Decreto 37077 de 29 de setembro de 1948.

## História
Acredita-se que tenha sido edificada em meados do século XIII, por Pero Anes de Vasconcelos e Rodrigo Anes de Vasconcelos, este último nascido em 1230, casado com D. Mécia Rodrigues de Penela, e que foram os fundadores da Honra de Vasconcelos. Eram filhos de D. João Peres de Vasconcelos, "O Tenreiro", nascido em 1200, e de sua esposa, D. Maria Soares Coelho, nascida em 1210. Este, por sua vez era filho de D. Pedro Martins da Torre, nascido em 1160, e senhor da Torre de Vasconcelos e de D. Teresa Soares da Silva, nascida em 1160 e que foi a sua segunda esposa.

## Características
Trata-se de uma estrutura do género "domus fortis", com a função de paço senhorial. A primitiva construção era constituída por uma torre - que servia de refúgio em caso de ataque - e, de um anexo residencial de planta retangular.
A torre apresentava planta quadrangular e, do que em parte se mantém, conserva o seu portal. Uma porta grande, rasgada no mesmo tipo de arcatura, que servia para fazer a ligação com o corpo do edifício anexo. Nas ruínas desta construção ainda existe uma grande porta em arco ogival.